# Culicoides kasimi
Culicoides kasimi är en tvåvingeart som beskrevs av Kasimi 1961. Culicoides kasimi ingår i släktet Culicoides och familjen svidknott. Inga underarter finns listade i Catalogue of Life.